# Psaenythia laticeps
Psaenythia laticeps är en biart som beskrevs av Heinrich Friese 1908. Psaenythia laticeps ingår i släktet Psaenythia och familjen grävbin. Inga underarter finns listade i Catalogue of Life.